# Lispe candicans
Lispe candicans este o specie de muște din genul Lispe, familia Muscidae, descrisă de Kowarz în anul 1892. Conform Catalogue of Life specia Lispe candicans nu are subspecii cunoscute.